# J. R. R. Tolkien

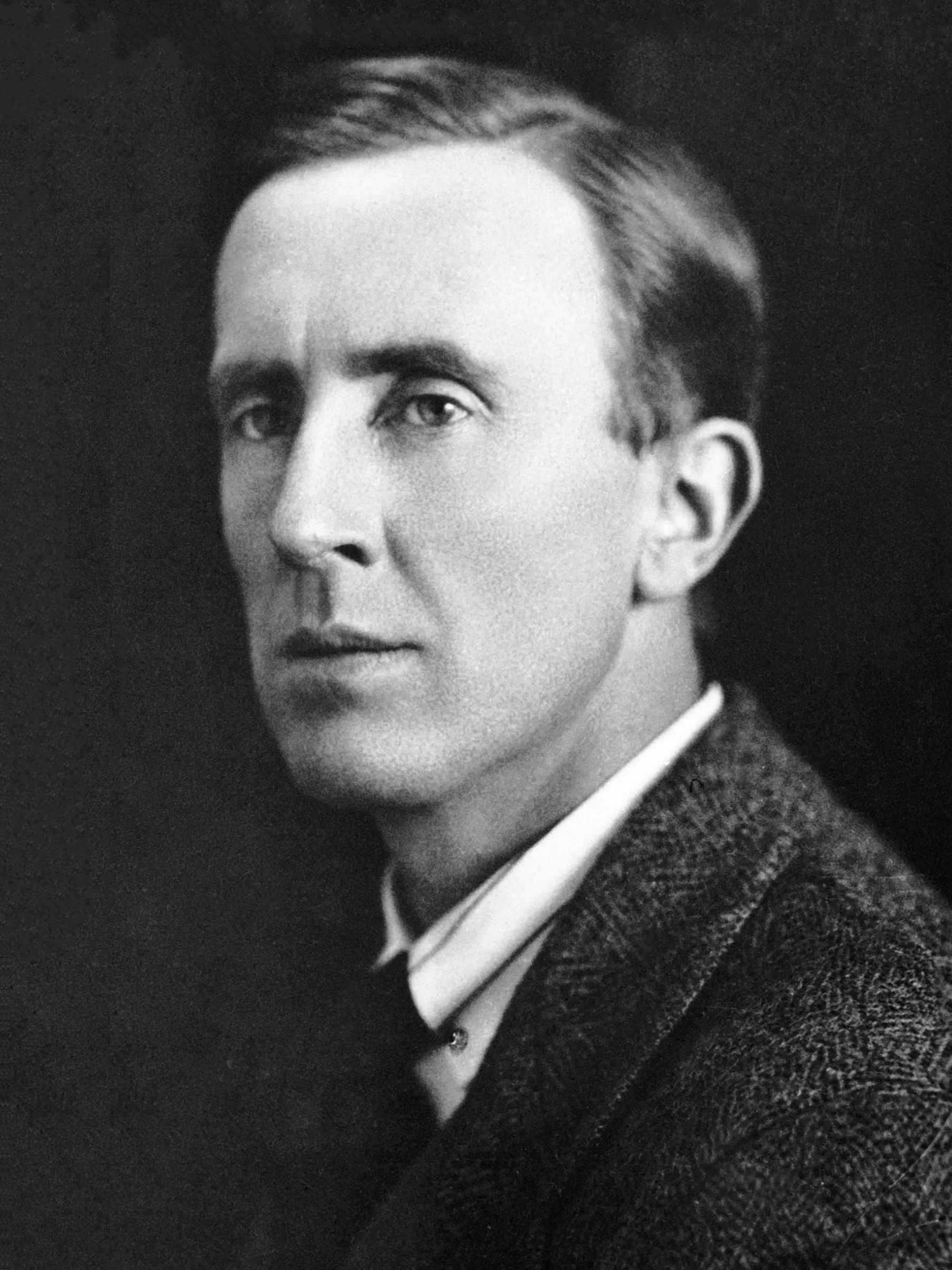
J. R. R. Tolkien; um 1925

John Ronald Reuel Tolkien [dʒɒn ˈɹɒnld ɹuːl ˈtɒlkiːn], CBE (* 3. Januar 1892 in Bloemfontein, Oranje-Freistaat; † 2. September 1973 in Bournemouth, England), war ein britischer Schriftsteller und Philologe. Sein Roman Der Herr der Ringe (The Lord of the Rings, 1954/55, auf Deutsch erschienen 1969/70) ist eines der erfolgreichsten Bücher des 20. Jahrhunderts und gilt als grundlegendes Werk für die moderne Fantasy-Literatur.
Tolkien, später Professor für englische Sprachwissenschaft an der Universität Oxford, hatte seit seiner Jugend an einer eigenen Mythologie gearbeitet, die auf eigens konstruierten Sprachen basierte und erst postum unter dem Titel Das Silmarillion erschien. Sowohl Der Herr der Ringe als auch das erfolgreiche Kinderbuch Der Hobbit (1937) spielen in dieser von Tolkien erfundenen Welt. Auch einige seiner sprach- und literaturwissenschaftlichen Beiträge wie der Essay Beowulf: The Monsters and the Critics (1936) gelten als wegweisend.

## Leben

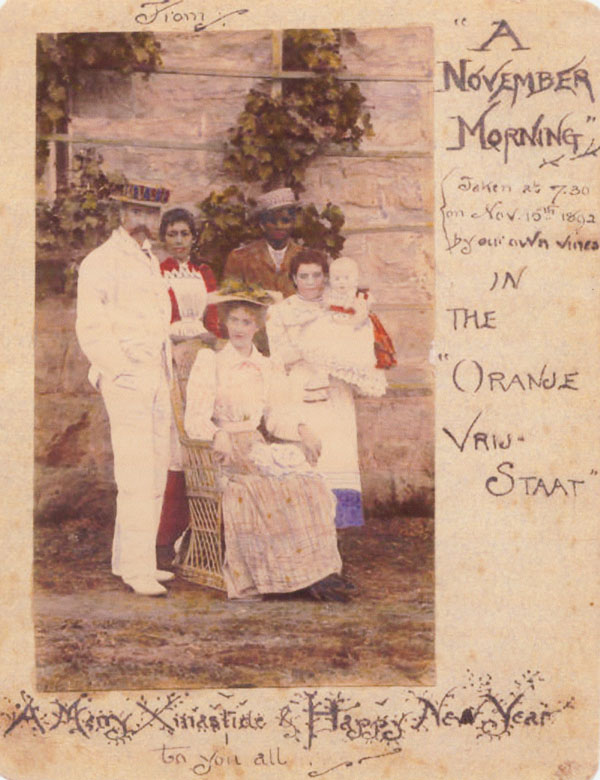
Weihnachtskarte Mabel Tolkiens vom 15. November 1892 mit einem Foto der Familie; rechts J. R. R. Tolkien

John Ronald Reuel Tolkien wurde 1892 als Sohn englischer Eltern, des Bankmanagers Arthur Reuel Tolkien (1857–1896) und dessen Frau Mabel Suffield (1870–1904), in Bloemfontein im Oranje-Freistaat in Südafrika geboren, wo sich sein Vater aus beruflichen Gründen aufhielt. Tolkien vermutete den Ursprung seiner Familie väterlicherseits in Sachsen bzw. Niedersachsen. Neuere Forschungen deuten eher darauf, dass dieser Familienteil aus Kreuzburg bei Königsberg in Ostpreußen stammt. Seine Vorfahren übersiedelten von dort im 18. Jahrhundert zunächst nach Danzig. Tolkiens Ururgroßvater Daniel Gottlieb Tolkien wurde dann in den 1770ern in London ansässig, vermutlich im Zusammenhang mit der Blockade Danzigs nach der Ersten Teilung Polens, und wurde 1794 eingebürgert. Die meisten Vorfahren Tolkiens waren Handwerker. 1894 kam sein Bruder Hilary Arthur Reuel Tolkien zur Welt.

### Name
Tolkien selbst ging davon aus, dass sein Nachname vom deutschen Wort tollkühn abgeleitet worden sei. Der polnische Tolkien-Experte Ryszard Derdziński kam 2019 zu dem Schluss, dass der Name Tolkien aus dem Niederpreußischen komme und „Nachkomme von Tolk“ bedeute. Eine andere vermutete Herkunft ist der ostpreußische Ortsname Tolkynen.

### Kindheit
Tolkiens frühe Kindheit im Oranje-Freistaat verlief ruhig und bis auf einen Biss durch eine Vogelspinne, der als möglicher Auslöser für das wiederholte Auftreten von giftigen Riesenspinnen in seinen Werken diskutiert wurde, weitgehend ereignislos.
1895 kam er mit seiner Mutter, die das afrikanische Klima nicht gut vertrug, und seinem Bruder Hilary zu einem Urlaub ins englische Birmingham. Dort erreichte seine Mutter im darauffolgenden Jahr die Nachricht vom Tode ihres Mannes, der an schweren inneren Blutungen verstorben war. Die Familie zog daraufhin nach Sarehole Mill, einem Vorort von Birmingham, der zu diesem Zeitpunkt noch weitgehend von der Industrialisierung unberührt geblieben war. Die folgenden vier Jahre seiner Kindheit verbrachte Tolkien in dieser ländlichen Idylle, die später zur Vorlage für das Auenland, einen Teil seiner mythologischen Welt, wurde. Hier wurde er auch zuerst mit dem Dialektwort Gamgee für Baumwolle vertraut, das später zum Namen eines der Hobbit-Protagonisten in seinem Hauptwerk Der Herr der Ringe wurde.
Seine Mutter, die im Jahre 1900 gegen den Willen ihrer Eltern und Schwiegereltern zur römisch-katholischen Kirche konvertierte, erzog ihre Kinder in ihrem Glauben. Diese weltanschauliche Grundprägung zog sich durch Tolkiens gesamtes Leben und hatte weitreichende Auswirkungen auf sein Werk.
Da er sich früh an Sprachen interessiert zeigte, brachte ihm seine Mutter Grundzüge des Lateinischen, Französischen und Deutschen bei. Durch sie wurde er mit den Geschichten von Lewis Carrolls Alice im Wunderland, der Artus-Sage und den Märchenbüchern von Andrew Lang vertraut gemacht, in denen er auch zum ersten Mal von den nordischen Sagen um Siegfried und den Drachen Fafnir hörte.
Zwischen 1900 und 1902 zog Tolkien mit seiner Mutter mehrfach innerhalb Birminghams um, zunächst in den Stadtteil Moseley, dann nach King’s Heath, wo er durch die ungewohnten Namen auf den hinter dem Haus vorbeifahrenden Kohlewaggons zum ersten Mal auf das ihn ästhetisch berührende Walisisch stieß, schließlich nach Edgbaston. Da all diese Orte städtischen Charakter hatten, waren seine vom Landleben geprägten Kindertage vorbei. Hinzu kam eine Odyssee durch verschiedene Schulen: Zunächst auf der King Edward’s School angenommen, wechselte er 1902 an die St. Philips Grammar School, um dann 1903 mit einem Stipendium wieder an die King Edward’s School zurückzukehren. Dort lernte er neben den klassischen Sprachen Latein und Griechisch durch einen engagierten Lehrer auch das Mittelenglische kennen.
Am 14. November 1904 starb seine Mutter, für den Zwölfjährigen völlig überraschend, nach einem sechstägigen diabetischen Koma. Dieser frühe Tod bewirkte, dass er sich als Waise dem Glauben und der katholischen Kirche noch enger verbunden fühlte. Ebenso stärkte dieses Ereignis seine pessimistische Grundhaltung. Er sah, ganz im Sinne der Bibel (1 Joh 5,19 : „Wir wissen: Wir sind aus Gott, aber die ganze Welt steht unter der Macht des Bösen“), die Welt in den Händen des Bösen. Nur in den Siegen des Guten, so seine Vorstellung, konnte dabei das Schlechte vorübergehend zurückgedrängt werden. Erlösung konnte für ihn der Mensch nur durch den Glauben an Jesus Christus und das ewige Leben finden. Diese Einstellung wurde zum grundlegenden Tenor seines literarischen Schaffens.

### Jugend
Die beiden Brüder kamen in die Obhut Pater Francis Morgans, eines mit ihrer Mutter befreundeten Priesters, der sie zunächst bei ihrer Tante Beatrice Bartlett und später bei einer befreundeten Pensionswirtin unterbrachte. Dort lernte Tolkien 1908 seine spätere Frau, die drei Jahre ältere Edith Bratt, kennen. Als sein Vormund davon erfuhr, verbot er Tolkien bis zum Erreichen seiner Volljährigkeit mit einundzwanzig Jahren jeden Kontakt mit Edith.
In der Schule wurde Tolkien unterdessen durch seinen Schulrektor nicht nur auf die Philologie, die Wissenschaft von den Gesetzmäßigkeiten der Sprache, aufmerksam, sondern wurde durch einen befreundeten Lehrer auch mit dem Altenglischen in Berührung gebracht. Zu dieser Zeit las er zum ersten Mal ein Herzstück der altenglischen Literatur, das Gedicht Beowulf, und war sofort begeistert. Im Mittelenglischen machte er sich selbst mit den Dichtungen Sir Gawain and the Green Knight und Pearl aus der Handschriftensammlung Cotton Nero A.x. vertraut. Über alle drei Werke legte er später bedeutsame akademische Arbeiten vor. Schließlich wandte er sich auch dem Altnordischen zu, um die Geschichte um Siegfried und den Drachen Fafnir, die ihn als Kind so fasziniert hatte, im Original lesen zu können.
Von den neu erworbenen philologischen Kenntnissen angespornt, begann Tolkien bald damit, eigene Sprachen zu erfinden, die auf seinem schon zu diesem Zeitpunkt gut ausgebildeten Wissen um linguistische Entwicklungsprinzipien beruhten. Frühe Versuche basierten auf dem Spanischen, doch als er durch einen Schulfreund auf das Gotische aufmerksam wurde, begann er nicht nur damit, die in dieser ausgestorbenen Sprache enthaltenen (und wohl hauptsächlich durch die wenig umfangreiche Überlieferung bedingten) Lücken selbsttätig aufzufüllen, sondern versuchte auch, das Gotische zu einer hypothetischen Ursprache zurückzuführen.
Diese enge Beschäftigung mit Sprachen zeigte sich bald auch in der Schule, wo Tolkien seine Zuhörer bei (damals meist in Latein gehaltenen) Debatten mit fließenden Vorträgen auf Griechisch, Gotisch oder Altenglisch überraschte.
Im Sommer des Jahres 1911 bildete Tolkien mit einigen Freunden, darunter Christopher Wiseman, Robert Quilter Gilson und Geoffrey Bache Smith, den T.C.B.S. (Tea Club – Barrovian Society), eine informelle Gemeinschaft von Freunden, die sich zunächst in der Schulbibliothek, später dann in Barrow’s Stores regelmäßig traf, um miteinander über Literatur zu diskutieren. Zu dieser Zeit und möglicherweise durch den T.C.B.S. inspiriert, begann Tolkien ernsthaft damit, Gedichte zu schreiben, in denen erstmals im Waldland tanzende Feenwesen (fairies) auftraten. Ein möglicher Anstoß dazu könnte von dem katholischen Dichter mystischer Gedichte Francis Thompson gekommen sein, mit dessen dichterischem Werk Tolkien sich zu dieser Zeit nachweislich auseinandersetzte.
Nach einem fehlgeschlagenen Versuch im Jahre 1909 gelang es ihm im Dezember 1910, ein Stipendium des Exeter College in Oxford zu erhalten. Mit dem Wissen, dass seine unmittelbare Zukunft damit gesichert war, ging Tolkien in den Rest seiner Schulzeit. Trotz seiner späteren Abneigung gegen das Theater nahm Tolkien bereitwillig in der Rolle des Hermes an einer Aufführung von Aristophanes’ Theaterstück Der Frieden teil und kehrte auch im Dezember 1911 für eine Aufführung von R. B. Sheridans The Rivals durch Mitglieder des T.C.B.S., in der er die Rolle der Mrs. Malaprop übernahm, noch einmal an seine alte Schule zurück.

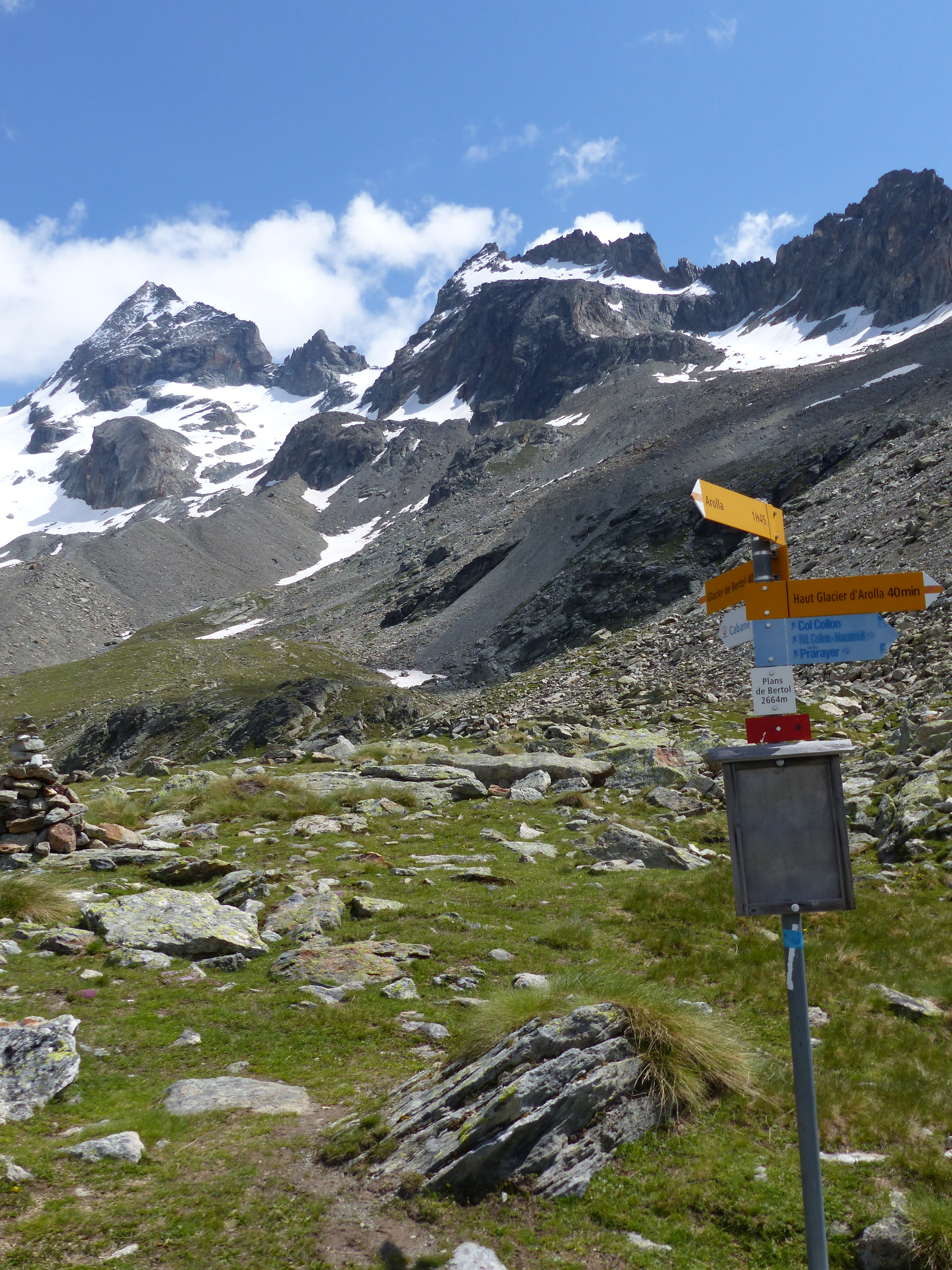
Bertol-Hütte in der Schweiz auf dem Felszacken beim mittleren Einschnitt auf 3300 Meter

In der Zeit zwischen Schulende und Studienbeginn in Oxford verbrachte Tolkien zusammen mit seinem Bruder und weiteren Freunden einen einmonatigen Wanderurlaub in der Schweiz. Auf dieser von seiner akademisch gebildeten Tante Jane Neave geführten Reise dürften einige Eindrücke für die Landschaften des Romans Der Hobbit (Bilbos Überquerung des Nebelgebirges) entscheidend gewesen sein. Tolkiens gemaltes Bruchtal ähnelt verblüffend dem Lauterbrunnental. Der Name der Farm seiner Tante, Bag End, wurde zudem zum Namen des Heims des Hobbits Bilbo Baggins. Die Gesellschaft erreichte im Wallis unter anderem die damals winzige Bertol-Hütte auf 3300 Metern Höhe.
Eine anderweitige Inspiration war eine Postkarte mit dem Namen Der Berggeist, auf der ein unter einer Kiefer auf einem Felsen sitzender alter Mann dargestellt ist (das Bild stammt von dem mystisch-esoterisch orientierten deutschen Maler Josef Madlener aus Memmingen); diese wurde laut seinen späteren Angaben zur Inspiration für die Figur des Zauberers Gandalf in seiner selbsterschaffenen Welt Mittelerde.

### Studienzeit
Im Oktober 1911 begann Tolkien sein Studium am Exeter College in Oxford, zunächst in Classics, dem Studium der klassischen Sprachen Latein und Griechisch und ihrer Literatur, langweilte sich aber schon bald. Einzig die vergleichende Sprachwissenschaft konnte sein Interesse auf sich ziehen. Sein Professor in diesem Fach wies ihn auf das Walisische hin, dem sich Tolkien daraufhin begeistert zuwandte.
Nach seinem zweiwöchigen Sommerurlaub 1912, den er bei King Edward’s Horse, einem Kavallerieregiment, hauptsächlich im Pferdesattel verbrachte, kehrte er nach Oxford zurück. Hier begann er bald, sich mit dem Finnischen auseinanderzusetzen. Dieser Einfluss zeigte sich auch darin, dass er sein Projekt einer auf dem Gotischen aufgebauten Kunstsprache aufgab und sich stattdessen an seiner neuen Lieblingssprache orientierte. Das Ergebnis fand Jahre später als Quenya, Hochsprache der Elben, Eingang in seine mythologische Welt „Mittelerde“.
Weihnachten 1912 verbrachte Tolkien bei Verwandten, wo er nach einem verbreiteten englischen Weihnachtsbrauch als Regisseur und Hauptdarsteller ein selbst geschriebenes Theaterstück zur Aufführung brachte – eine in Anbetracht seiner späteren Abneigung gegen das Drama bemerkenswerte Tatsache. Am 3. Januar 1913, dem Tage seiner Volljährigkeit, schrieb er zum ersten Mal wieder an seine Jugendliebe Edith, musste aber erfahren, dass sie sich in der Zwischenzeit mit dem Bruder einer Schulfreundin, George Field, verlobt hatte. Nicht geneigt, seine große Liebe aufzugeben, suchte Tolkien sie daraufhin persönlich an ihrem neuen Wohnort auf, wo es ihm gelang, sie umzustimmen. Ein Jahr später, nach der Aufnahme Ediths in die katholische Kirche, fand die offizielle Verlobung statt, nach weiteren zwei Jahren, am 22. März 1916, die Hochzeit.
Unterdessen verlief auch sein akademischer Weg nicht geradlinig. Durch seine Vernachlässigung des eigentlichen Lehrstoffs zugunsten seiner zahlreichen Sprachinteressen schloss er eine Zwischenprüfung nach zwei Jahren Studium für ihn enttäuschend nur mit einem „Second“ (vergleichbar der deutschen Note „Gut“) ab. Auf Anregung seines Colleges, wo sein Interesse an germanischen Sprachen aufgefallen war, wechselte er daraufhin an das „Institut für englische Sprache und Literatur“. Dort las er im Rahmen des anspruchsvollen altenglischen Literaturkanons das angelsächsische Werk Christ (frühes 9. Jahrhundert), eine Sammlung religiöser Dichtung.
Zwei Zeilen dieses Gedichtes beeinflussten ihn nachhaltig:

“Eala Earendel engla beorhtast
ofer middangeard monnum sended”

„Heil dir Earendel, strahlendster Engel,
über Mittelerde den Menschen gesandt“

Mit middangeard oder Mittelerde ist hier die Welt der Menschen gemeint. Tolkien glaubte, dass der Name Earendel, traditionell als „Lichtstrahl“ übersetzt, auf den Morgenstern, die Venus, verweist, der mit seinem Aufgehen das Ende der Nacht und den Anbruch des Tages ankündigt. Er selbst beschrieb später die Wirkung dieser Zeilen auf sich so:

“I felt a curious thrill, as if something had stirred in me, half wakened from sleep. There was something very remote and strange and beautiful behind those words, […] far beyond ancient English.”

„Ich fühlte mich auf seltsame Weise beflügelt, als ob sich in mir etwas geregt habe, halb aus dem Schlaf erweckt. Da steckte etwas ungeheuer Fernes, Wundersames und Schönes hinter diesen Worten, […] weit jenseits des alten Englisch.“

Dieser Zeitpunkt kann vorsichtig als Geburtsstunde seiner Mythologie angesetzt werden, denn schon ein Jahr später schrieb er das Gedicht The Voyage of Earendel the Evening Star, das mit den oben zitierten Zeilen beginnt und den Keim seiner Mittelerde-Mythologie bildet.
Seine weitere Studienzeit verlief ruhig; er traf sich weiterhin mit seinen Freunden vom Tea Club and Barrovian Society (T.C.B.S.), die ihn in seinen dichterischen Bemühungen unterstützten. Eine Anekdote aus dieser Zeit wirft ein bezeichnendes Licht auf die auch später noch für Tolkien charakteristische Arbeitsweise: Auf die Frage seines Freundes G. B. Smith nach dem Hintergrund seines Earendel-Gedichtes antwortet Tolkien: “I don’t know. I’ll try to find out.” (deutsch: „Ich weiß es nicht. Ich werde versuchen, es herauszufinden.“) Diese Sicht des Schreibens nicht als Neuschöpfung, sondern als Entdeckungsreise blieb für ihn sein Leben lang bestimmend. Im Jahr nach Ausbruch des Ersten Weltkrieges, in der zweiten Juniwoche 1915, schloss er sein Studium ab – diesmal mit Auszeichnung (First Class Honours).

### Erster Weltkrieg
Tolkien wurde als Offizier für Fernmeldewesen in das 11. Bataillon des Regiments der Lancashire Fusiliers berufen und nahm ab Sommer 1916 durch aktiven Frontdienst an der Schlacht an der Somme teil, der blutigsten Schlacht des Ersten Weltkrieges. Die unmittelbare Erfahrung der Grausamkeiten des Stellungskrieges traf ihn tief und ließ den Einbruch des Bösen in eine friedvolle Welt zu einem Grundthema seines Lebens und seiner Literatur werden. Am 27. Oktober 1916 zeigte er die Symptome des durch Läuse übertragenen und in den Schützengräben grassierenden Fleckfiebers und am 8. November wurde er zur Behandlung nach England verschifft.
Während seines Genesungsurlaubes, zunächst in Birmingham und dann in Great Haywood, erfuhr er vom Tod seines T.C.B.S.-Kameraden G. B. Smith, nachdem er noch in Frankreich den Verlust seines Schulfreundes Rob Gilson hatte erfahren müssen. Der letzte Brief von Smith schließt mit den bewegenden Zeilen: „May God bless you, my dear John Ronald, and may you say the things I have tried to say long after I am not there to say them, if such be my lot.“ – „Möge Gott Dich segnen, mein lieber John Ronald, und mögest Du die Dinge sagen, die ich zu sagen versucht habe, lange nachdem ich selbst nicht mehr da sein werde, um sie zu sagen, sollte dies mein Schicksal sein.“ Für Tolkien wurden sie zum Vermächtnis. Er begann mit einem Projekt, das in der Literaturgeschichte ohne große Vorbilder dasteht, der Erschaffung eines vollständigen und mit einer Schöpfung der Welt beginnenden Sagenzyklus. Mit der Niederschrift von The Book of Lost Tales, das in dieser Form erst postum durch seinen Sohn Christopher veröffentlicht wurde, existierten erstmals größere Teile seiner später in The Silmarillion ausgearbeiteten Mythologie.
Hier benutzte er auch erstmals konsequent seine erfundenen Sprachen, insbesondere Quenya, das auf dem Finnischen basiert, und Sindarin, das auf das Walisische zurückgeht. Beide setzte er nun als Sprache der Elben in Mittelerde ein.
Unterdessen schwankte sein Gesundheitszustand, und die Gefahr, an die Front zurückgeschickt zu werden, schwebte ständig über ihm. Vorübergehend nach Yorkshire versetzt, erkrankte er bald wieder und wurde in das Sanatorium Harrogate verlegt. Wieder genesen zu einer Fernmeldeschule im Nordosten geschickt, erkrankte er nach Abschluss erneut und kam diesmal in das Offizierskrankenhaus nach Kingston upon Hull.
Während dieser Zeit, am 16. November 1917, gebar Edith ihren ersten gemeinsamen Sohn, der zu Ehren von Pater Francis auf den Namen John Francis Reuel getauft wurde. Ihm folgten am 22. Oktober 1920 Michael Hilary Reuel, am 21. November 1924 Christopher John Reuel und schließlich am 22. Dezember 1929 die Tochter Priscilla Anne Reuel. Die Zeit nach der Geburt des ersten Sohnes war durch glückliche Momente geprägt: Bei Landausflügen in die Wälder der Umgebung sang und tanzte Edith für ihn – daraus entstand schließlich die Geschichte der großen Liebe zwischen dem sterblichen Helden Beren und der wunderschönen, aber unsterblichen Elbin Lúthien, die als ein Mittelpunkt des Silmarillions gelten kann.
Nach weiteren Versetzungen im Frühjahr 1918, nach Penkridge in der Grafschaft Staffordshire und wieder zurück nach Hull, erkrankte Tolkien erneut und musste wiederum ins Offizierskrankenhaus eingewiesen werden. Er nutzte die Zeit diesmal, um sich neben der Arbeit an seiner Mythologie etwas Russisch beizubringen. Nach seiner Entlassung im Oktober stand schließlich fest, dass das Ende des Krieges kurz bevorstand. Auf der Suche nach Arbeit wandte er sich daraufhin an einen seiner ehemaligen Oxforder Dozenten, William A. Craigie, der ihm eine Anstellung beim New English Dictionary verschaffte, so dass Tolkien im November 1918 mit Frau und Kind nach Oxford umziehen konnte.

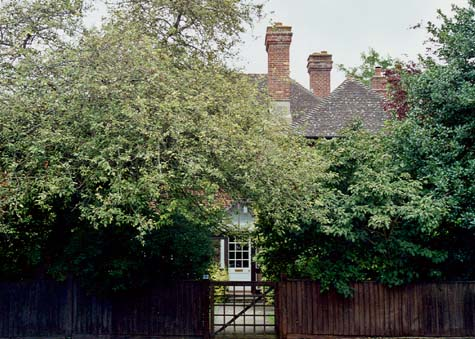
Bis 1930 lebten die Tolkiens in der Northmoor Road 22 in Oxford. Dann zogen sie ein Haus weiter in die Northmoor Road 20.

### Frühe Berufsjahre
Auch wenn sich in seiner Satire Farmer Giles of Ham einige ironische Anspielungen auf seine Zeit beim New English Dictionary finden, war dies doch insgesamt eine glückliche Zeit. Zum ersten Mal dauerhaft mit Edith vereint und im eigenen Haus lebend, fand er seine Tätigkeit auch intellektuell anregend. Später sagte er über die beiden Jahre, in denen er an der Produktion des Wörterbuchs beteiligt war, er habe zu keiner Zeit seines Lebens mehr gelernt. Tagfüllend waren die gestellten Aufgaben für ihn jedoch nicht, so dass er nebenbei noch Zeit fand, als Privatlehrer Studenten zu unterrichten – eine Tätigkeit, die sich als lukrativ genug herausstellte, um im Jahre 1920 die Mitarbeit am New English Dictionary beenden zu können. Doch wenn auch die finanzielle Situation akzeptabel war, hatte Tolkien seinen Wunsch, eine akademische Laufbahn anzutreten, nicht aufgegeben. Da ergab sich überraschend im Sommer des Jahres 1920 eine Möglichkeit: In Leeds war die Stelle eines „Reader“ am Institut für englische Sprache freigeworden. Obwohl er anfänglich skeptisch hinsichtlich seiner Chancen war, erhielt er die Stelle. Dies bedeutete allerdings auch eine weitere Trennung von Edith, die mit den beiden Söhnen in Oxford zurückblieb, bis sie 1921 nachziehen konnte.
Von seinem Vorgesetzten wurde er zunächst mit der Organisation des Studienplans für Alt- und Mittelenglisch betraut. 1922 kam der Kanadier Eric Valentine Gordon als Dozent nach Leeds. Mit ihm erarbeitete Tolkien eine Neuedition des mittelenglischen Gedichts Sir Gawain and the Green Knight, die nach ihrer Veröffentlichung 1925 bald als herausragender Beitrag zur mittelenglischen Philologie galt. Auch privat kamen sich die beiden Kollegen näher und formten zusammen mit Studenten den Viking-Club, in dem außer reichlichem Biergenuss altnordische Trinklieder und teilweise recht derbe Gesänge in altenglischer Sprache im Mittelpunkt standen – ein Umstand, der vermutlich nicht unwesentlich zur Beliebtheit Tolkiens bei seinen Studenten beitrug. Nach vier Jahren in Leeds, im Jahr 1924, wurde für Tolkien schließlich eine Professur für englische Sprache eingerichtet.
In Gedichten aus dieser Zeit finden sich die ersten Hinweise auf Kreaturen, die später in seiner Mittelerde-Mythologie ihren Platz fanden: Das Gedicht Glib zum Beispiel beschreibt ein schleimiges Wesen mit schwach leuchtenden Augen, das tief in einer Höhle lebt, welches an die Figur des Gollum erinnert. Seine „seriöse“ Mythologie, die Anfang der 1980er Jahre im Buch der verschollenen Geschichten veröffentlicht wurde, war unterdessen fast fertiggestellt. Zwei der Sagen, die Geschichte von Túrin Turambar und die Erzählung von Lúthien und Beren, wählte er aus, um sie in eine ausführlichere Gedichtform zu übersetzen.
1925 wurde plötzlich der Rawlinson-und-Bosworth-Lehrstuhl für Angelsächsisch am Pembroke College von Oxford vakant. Tolkien bewarb sich und erhielt, wohl unter anderem durch die Reputation seiner Sir-Gawain-Edition, den Posten zugesprochen. 1926 gründete Tolkien im Kollegenkreis die Kolbitar (isländisch für „Kohlenbeißer“), eine informelle Runde, die sich regelmäßig traf, um die isländischen Sagas in der altnordischen Originalsprache zu lesen. Seit 1927 gehörte dieser Gruppe auch Clive Staples Lewis (Die Chroniken von Narnia) an, seit 1926 ein Kollege Tolkiens, der bald zu seinem engsten Freund wurde. Lewis unterstützte ihn auch bei einer Lehrplanreform, die stärkeres Gewicht auf die Verbindung von Sprach- und Literaturwissenschaft legte und die, von Tolkien initiiert, 1931 von der Fakultät angenommen wurde. Es waren jedoch nicht diese beruflichen Errungenschaften, auf denen Tolkiens späterer Ruhm gründet. Seine beiden Hauptwerke, Der Hobbit und Der Herr der Ringe, haben beide ihre Wurzel im heimischen Familienkreis, in der Vaterrolle, die Tolkien gegenüber seinen Kindern vorbildlich ausfüllte.

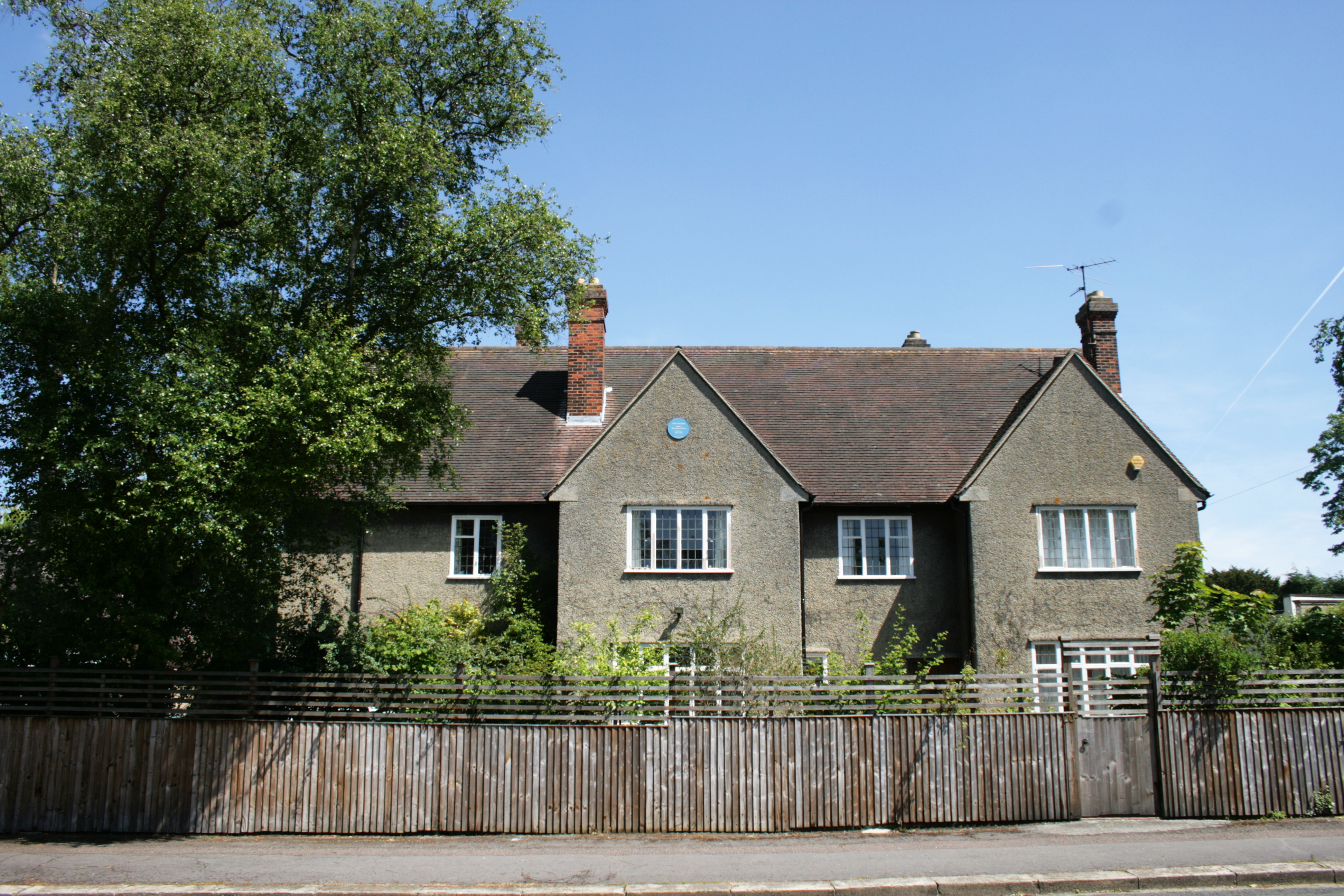
Zweites Wohnhaus Tolkiens in Oxford

### Der HobbitundDer Herr der Ringe
In den frühen 1920er und 1930er Jahren begann Tolkien, seinen Kindern regelmäßig fantasievolle Geschichten zu erzählen, die allerdings meist außerhalb der Mythenwelt, an der er zu dieser Zeit bereits ernsthaft arbeitete, spielten. Aus dieser Zeit stammt unter anderem die Erzählung Roverandom, die auf das Verschwinden eines Spielzeughundes seines zweiten Sohnes Michael zurückgeht. Während sich in dieser Erzählung nur ein oder zwei kryptische, damals nur für ihn selbst verständliche Bezugnahmen auf die größere Mythologie finden, verweist die 1930 begonnene Geschichte Der Hobbit schon mehrfach auf Ereignisse aus seiner ernsthaften Mythologie, so in den Verweisen auf die Elbenstadt Gondolin, die zu dieser Zeit bereits Teil seiner später im Ersten Zeitalter von Mittelerde angesiedelten Sagenwelt ist, und die Gestalt des Nekromanten. Durch Vermittlung einer ehemaligen Studentin wurde der Verlag Allen & Unwin auf seine Erzählung aufmerksam, die nach positiver Rezension durch den Sohn des Verlegers, Rayner Unwin, im Jahre 1937 veröffentlicht wurde. Auf dringenden Wunsch des Verlages begann Tolkien mit der Arbeit an einer Nachfolgeerzählung, die zunächst wie The Hobbit als Kinderbuch angelegt war. Gegen Ende der 1930er Jahre und nach Inspiration durch C. S. Lewis, der mit ihm nun in dem literarischen Zirkel der Inklings verbunden war – einer Gruppe, zu der neben Lewis und Tolkien auch Charles Williams, Owen Barfield, Hugo Dyson und Adam Fox gehörten –, hielt er den vielbeachteten Vortrag On Fairy-Stories, in dem er die Grundsätze des später entstehenden Fantasy-Genres beschrieb und energisch gegen Vorwürfe des Eskapismus (Realitätsflucht) verteidigte.
Während des Zweiten Weltkrieges zog sich die Arbeit an seinem Nachfolgeprojekt für den Hobbit hin, das jetzt den Namen The Lord of the Rings trug. Durch andere Aufgaben wurde diese Arbeit immer wieder unterbrochen.

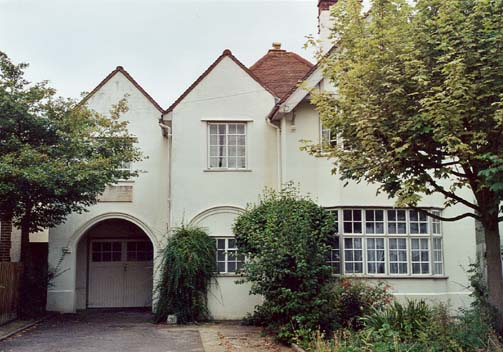
Tolkiens drittes Haus in Oxford

1945 wechselte er, immer noch in Oxford, auf die Professur für Anglistik. Erst im Jahre 1954 wurde The Lord of the Rings veröffentlicht. Die Verzögerung hatte zum einen mit Tolkiens Perfektionismus, zum anderen aber auch mit Tolkiens Wunsch nach einem Verlagswechsel zu tun, der durch die vermeintliche Ablehnung seines ernsthaften Mythenwerkes The Silmarillion motiviert war. Als sein alter Verleger Allen & Unwin ein Ultimatum zur Veröffentlichung seiner Gesamtmythologie (The Lord of the Rings und The Silmarillion) ohne Möglichkeit zur Ansicht des Manuskripts ablehnte, trug Tolkien sein Werk dem Verlagshaus Collins an.
Nach anfänglichem Enthusiasmus bestand man dort jedoch auf weitreichenden Kürzungen, zu denen Tolkien nicht bereit war, so dass er sich reumütig wieder an seinen alten Verlag wandte. Rayner Unwin, der als Kind den Hobbit begutachtet hatte, war mittlerweile zum Juniorverleger aufgestiegen und nahm das Buch ohne weitere Korrekturen an. Aufgrund der infolge des Krieges exorbitanten Papierpreise in England wurde das Werk in drei Bänden (The Fellowship of the Ring, The Two Towers und The Return of the King) veröffentlicht, so dass jeder Einzelband zu erschwinglichen Preisen angeboten werden konnte. Daher stammt die fälschlicherweise gebrauchte Kategorisierung des Gesamtwerks als Trilogie, welche Tolkien zeit seines Lebens ablehnte. Ursprünglich hatte er das Werk in sechs Bücher unterteilt.
1964 fragte der amerikanische Verleger Donald A. Wollheim von Ace Books nach der Erlaubnis, The Lord of the Rings als Taschenbuch in den Vereinigten Staaten zu veröffentlichen. Tolkien lehnte mit der Begründung ab, dass er keine Ausgabe seines Werkes in derart degenerierter Form wünsche. Diese Zurückweisung verärgerte Wollheim – Pionier des Taschenbuchs in den USA – derart, dass er nach einem Schlupfloch in den Urheberrechten daran suchte. Tatsächlich waren die Taschenbuchrechte für die Vereinigten Staaten nicht eindeutig geregelt. Wollheim schloss daraus, die Rechte für die Staaten seien frei, und legte mit dem, was später als Raubdruck bezeichnet wurde, die Grundlage für den immensen Erfolg des Buches in den Vereinigten Staaten. Der resultierende Rechtsstreit wurde später zuungunsten von Ace Books entschieden.
Wollheims unautorisierte Kopie von The Lord of the Rings löste eine Kultbewegung unter den Studenten aus, was Tolkien schnell zu einer Berühmtheit machte. Durch enge Anbindung an seine immer zahlreicher werdenden Fans, die zu seinen Gunsten erheblichen Druck auf den Verleger der Piratenausgabe ausübten, erreichte es Tolkien jedoch entgegen der für ihn ungünstigen Rechtslage, dass die Piratenedition eingestellt wurde, so dass bald nur noch die durch ihn autorisierte Fassung auf dem US-amerikanischen Markt erhältlich war.

### Letzte Jahre
Sein weiteres Leben verbrachte Tolkien mit dem Ausarbeiten des Silmarillion, das er jedoch bis zu seinem Lebensende nicht mehr fertigstellte und das erst nach seinem Tod von seinem Sohn Christopher Tolkien herausgegeben wurde.
Für ein paar Jahre zogen er und seine Frau Edith in das englische Seebad Bournemouth. Dort starb Edith 1971, woraufhin Tolkien zurück nach Oxford zog. 1972 wurde ihm von Königin Elisabeth II. der Rang eines Commander des Order of the British Empire verliehen. Somit hatte er das Recht, die entsprechende Abkürzung seinem Namen hinzuzufügen (John Ronald Reuel Tolkien, CBE). Er war jedoch kein Ritter und hatte auch keinen Adelstitel. Für die 1966 erschienene englischsprachige Ausgabe der Jerusalemer Bibel, die wichtigste internationale katholische Bibeledition der Gegenwart, hatte er das Buch Jona übersetzt.
Tolkien arbeitete auch an einer Fortsetzung des Herrn der Ringe (englisch The New Shadow ‚Der neue Schatten‘). Darin sollte erzählt werden, wie mehr als 100 Jahre nach dem Ringkrieg ein Geheimbund  versucht, die Gesellschaft zugunsten von sogenannten Ork-Kulten zu reformieren. Diese Erzählung wird jedoch mit der Begründung abgebrochen, dass solche Umsturzversuche nach Saurons Niederfall zum Scheitern verurteilt waren. Das Romanfragment, das die Anfang der 1970er verbreiteten Ängste vor Jugendreligionen reflektiert, wurde 1996 postum unter dem Titel The New Shadow veröffentlicht.

### Tod

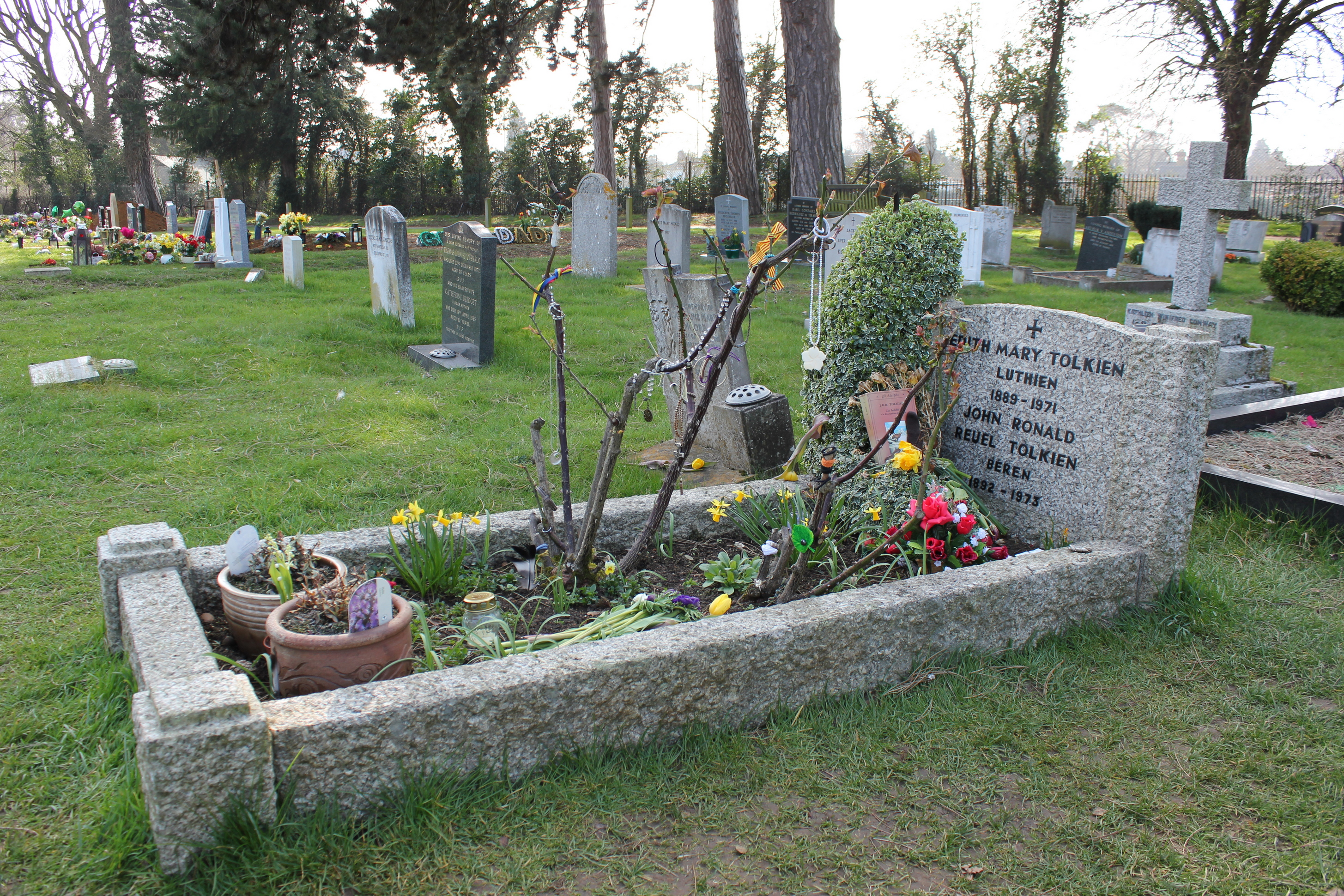
Das Grab von Edith und J. R. R. Tolkien in Oxford

Am 2. September 1973 starb Tolkien im Alter von 81 Jahren nach kurzer Krankheit in einem privaten Krankenhaus in Bournemouth, wohin er für einen kurzen Urlaub zurückgekehrt war. Sein ältester Sohn, John Francis Reuel (1917–2003), der am 10. Februar 1946 zum katholischen Priester geweiht worden war, las bei der Beerdigung seines Vaters die Messe.
Das Grabmal von J. R. R. Tolkien und seiner Frau befindet sich auf dem katholischen Teil des Wolvercote Cemetery auf dem Jordan Hill in Oxford; auf den Grabsteinen stehen neben ihren Namen auch die Namen Beren und Lúthien – Zeichen für eine den Tod überdauernde Liebe.

## Ehrungen
Postum erhielt Tolkien noch einige Ehrungen, unter anderem mehrere britische Preise von Channel 4, Waterstone’s, der Folio Society und der Zeitschrift SFX, die ihn als herausragendsten und prägendsten Schriftsteller des Jahrhunderts auszeichneten.
2012 wurde bekannt, dass C. S. Lewis Tolkien für den Literaturnobelpreis 1961 vorgeschlagen hatte. Die Jury lehnte ab; stattdessen wurde Ivo Andrić ausgezeichnet.
Ebenfalls postum wurde er 2013 in die Science Fiction Hall of Fame aufgenommen.
Christopher Tolkien (1924–2020), der bereits zu Lebzeiten seines Vaters dessen Schriftstücke bearbeitet hatte, veröffentlichte ab 1977 unter anderem das Silmarillion und von 1983 bis 1996 auch die History of Middle-earth. Dem Leben und Werk J. R. R. Tolkiens widmet sich in Deutschland seit 1997 die Deutsche Tolkien Gesellschaft (DTG).
Große Teile des Nachlasses (Manuskripte, Korrespondenz, Korrekturfahnen und andere Materialien in Verbindung u. a. mit Roverandom und Sigelwara Land) befinden sich in der Bodleian Library in Oxford. Nach ihm ist der Asteroid des inneren Hauptgürtels (2675) Tolkien benannt. Zudem wurde die Froschart Hyloscirtus tolkieni nach ihm sowie zahlreiche Tierarten nach Figuren aus seinen Werken benannt.
2003 wurde der 25. März von der britischen Tolkien Society zum Tolkien Reading Day erklärt.

## Werkverzeichnis
Im Folgenden sind sowohl Tolkiens akademische Veröffentlichungen wie auch seine literarischen Werke aufgeführt.

### Akademisches
- A Middle English Vocabulary. 1922.
- Some Contributions to Middle-English Lexicography. 1925.
- The Devil’s Coach-Horses. 1925.
- Edition von Sir Gawain and the Green Knight. 1925.
- Ancrene Wisse and Hali Meiðhad. 1929.
- Sigelwara Land. Teile I/II 1932/1934.
- Chaucer as a Philologist: The Reeve’s Tale. 1935.
- Beowulf, The Monsters and the Critics. Sir Israel Gollancz memorial lecture 1936. Oxford Univ. Press, London 1936, Oxford 1971, Arden Libr, Darby 1978 (Reprint).
- Sir Orfeo. 1944.
- „Iþþlen“ in Sawles Warde. 1947.
- On Fairy-Stories. 1947.
- Middle English »Losenger«. 1953.
- Ancrene Wisse: The English Text of the Ancrene Riwle. 1962.
- English and Welsh. 1963.
- Übersetzungen von Pearl. und Sir Orfeo. postum 1975.
- The Old English Exodus. Text, Übersetzung, Kommentar des altengl. Gedichts Exodus. postum 1981.
- Finn and Hengest: The Fragment and the Episode. postum 1982, Übersetzung und Kommentar
- Beowulf and the Critics. postum 2002.
- Beowulf: A Translation and Commentary (Prosaübersetzung), postum 2014.
- Beowulf. (Versübersetzung) bisher unveröffentlicht.

### Prosawerke
- Der Hobbit. (The Hobbit or There and Back Again). 1937, dt. 1957.
- Blatt von Tüftler. (Leaf by Niggle). 1945.
- Bauer Giles von Ham. (Farmer Giles of Ham). 1949.
- The Homecoming of Beorhtnoth Beorhthelm’s Son. 1953.
- Der Herr der Ringe. (The Lord of the Rings). 1954/1955 (deutsche Übersetzung 1969/1970), erschienen in drei Bänden als
  - The Fellowship of the Ring: being the first part of The Lord of the Rings. 1954, (Die Gefährten ISBN 978-3-608-93541-7.)
  - The Two Towers: being the second part of The Lord of the Rings. 1954, (Die zwei Türme. ISBN 978-3-608-93542-4.)
  - The Return of the King: being the third part of The Lord of the Rings. 1955 (Die Wiederkehr des Königs. ISBN 978-3-608-93543-1.)
- Der Schmied von Großholzingen. (Smith of Wootton Major). 1967.
- Guide to the Names in »The Lord of the Rings«, A Tolkien Compass. postum 1975, (Anmerkungen zur Namensgebung in seinem Hauptwerk).
- Die Briefe vom Weihnachtsmann. (The Letters of Father Christmas). postum 1976, dt. 1977. Erweiterte Neuauflage 2004.
- Das Silmarillion. (The Silmarillion). postum 1977, dt. Klett-Cotta, Stuttgart 1978, ISBN 3-12-907970-X.
- Nachrichten aus Mittelerde. (Unfinished Tales of Númenor and Middle-earth). postum 1980, dt. 1983, Klett-Cotta, Stuttgart 1986, ISBN 3-608-95160-1.
- Herr Glück. (Mr Bliss). postum 1982.
- The History of Middle-earth. postum 1983–1996, erschienen in dreizehn Bänden als
  - The Book of Lost Tales, Part I. postum 1983, dt. Übersetzung in Das Buch der verschollenen Geschichten.
  - The Book of Lost Tales, Part II. postum 1984, dt. Übersetzung in Das Buch der verschollenen Geschichten, Teil 2.
  - The Lays of Beleriand. postum 1985.
  - The Shaping of Middle-earth. postum 1986.
  - The Lost Road and Other Writings. postum 1987.
  - The Return of the Shadow. postum 1988.
  - The Treason of Isengard. postum 1989.
  - The War of the Ring. postum 1990.
  - Sauron Defeated. postum 1992.
  - Morgoth’s Ring. postum 1993.
  - The War of the Jewels. postum 1994.
  - The Peoples of Middle-earth. postum 1996.
  - Indexes.
- Roverandom. postum 1998, dt. Klett-Cotta, Stuttgart 1999, ISBN 3-608-93454-5.
- Die Kinder Húrins. (The Children of Húrin). postum, dt. Klett-Cotta, Stuttgart 2007, ISBN 978-3-608-93603-2.
- Die Geschichte von Kullervo. (The Story of Kullervo. Herausgegeben von Verlyn Flieger.) Unvollendetes Erstlingswerk etwa 1912/14, postum 2015, ISBN 978-0-00-813136-4, dt., übersetzt von Joachim Kalka. Klett-Cotta, Stuttgart 2018, ISBN 978-3-608-96090-7.
- The Tale of Beren and Lúthien. postum 2017 ISBN 978-0-00-821419-7, dt. Beren und Lúthien, von Helmut W. Pesch und Hans-Ulrich Möhring, Klett-Cotta, Stuttgart 2017, ISBN 978-3-608-96165-2.

### Versepik
- The Lay of Leithian. In: The History of Middle-earth. Band 3: The Lays of Beleriand. 1985 (postum).
- The Lay of the Children of Húrin. In: The History of Middle-earth. Band 3: The Lays of Beleriand. (postum).
- Christopher Tolkien (Hrsg.): Die Legende von Sigurd und Gudrún (The Legend of Sigurd and Gudrún). 2009. Zweisprachige Ausgabe, aus dem Englischen von Hans-Ulrich Möhring, Verlag Klett-Cotta, Stuttgart 2010, ISBN 978-3-608-93795-4 (postum).
- Christopher Tolkien (Hrsg.): König Arthurs Untergang (The Fall of Arthur). HarperCollins, London 2013, ISBN 978-0-00-748994-7; deutsch von Hans-Ulrich Möhring, Klett-Cotta, Stuttgart 2015, ISBN 978-3-608-96050-1 (postum).
- The Lay of Aotrou and Itroun. Together with the Corrigan poems. Hrsg.: Verlyn Flieger, HarperCollins, London 2016, ISBN 978-0-00-820213-2 (postum).

### Lyrik
- Gedicht: The Battle of the Eastern Field. 1911.
- Gedicht: From the many-willow’d margin of the immemorial Thames. 1913.
- Gedicht: You & me and the Cottage of Lost Play. 1915.
- Gedicht: Kortirion among the trees. 1915.
- Gedicht: Goblin Feet. 1915.
- Gedicht: The Happy Mariners. 1920.
- Gedicht: The Clerke’s Compleinte. 1922.
- Gedicht: Iúmonna Gold Galdre Bewunden. 1923.
- Gedicht: The City of the Gods. 1923.
- Gedicht: The Eadigan Saelidan. 1923.
- Gedicht: Why the Man in the Moon Came Down Too Soon. 1923.
- Gedicht: Enigmala Saxonic – a Nuper Inventa Duo. 1923.
- Gedicht: The Cat and the Fiddle: A Nursery-Rhyme Undone and its Scandalous secret Unlocked. 1923.
- Gedicht: An Evening in Tavrobel. 1924.
- Gedicht: The Lonely Isle. 1924.
- Gedicht: The Princess Ni. 1924.
- Gedicht: Light as Leaf on Lindentree. 1925:
- Gedicht: The Nameless Land. 1926.
- Gedicht: Adventures in Unnatural History and Medieval Metres, being the Freaks of Fisiologus. 1927.
- Gedicht: Progress in Bimble Town. 1931.
- Gedicht: Errantry. 1933.
- Gedicht: Firiel. 1934.
- Gedicht: The Adventures of Tom Bombadil. 1934.
- Gedichtsammlung: Songs for the Philologists. gemeinsam mit E. V. Gordon und anderen 1936.
- Gedicht: The Dragon’s Visit. 1937.
- Gedicht: Knocking at the Door: Lines induced by sensations when waiting for an answer a the door of an Exalted Academic Person. 1937.
- Gedicht: The Lay of Aotrou and Itroun. 1945.[20]
- Gedicht: Imram. 1955.
- Gedichtsammlung: Die Abenteuer des Tom Bombadil und andere Gedichte aus dem Roten Buch (The Adventures of Tom Bombadil and other verses from The Red Book). 1962.
- Gedicht: Once upon a time. 1965.
- Gedicht: For W. H. A. 1967.
- Gedichtzyklus: The Road Goes Ever On: A Song Cycle. 1967, vertont durch Donald Swann
- Gedicht: Bilbos Abschiedslied. (Bilbo’s Last Song). postum 1974; deutsche Übersetzung (Ebba-Margareta von Freymann) ISBN 3-480-14249-4.

### Sonstiges
- English and Medieval Studies, Presented to J. R. R. Tolkien on the Occasion of his Seventieth Birthday. Norman Davis, Charles Leslie Wrenn (eds.). George Allen & Unwin, London 1962.
- Autobiografischer Bericht: Tolkien on Tolkien. 1966.
- LP: Poems and Songs of Middle-Earth. 1968, (Tolkien liest unter anderem einige seiner Gedichte).
- LPs: The Hobbit. und The Lord of the Rings. postum 1975 (Tolkien liest Auszüge aus seinen Werken).
- Bildband: Pictures by J. R. R. Tolkien. postum 1979 (Sammlung von Tolkiens Zeichnungen).
- Briefe: Letters of J. R. R. Tolkien. postum 1981.
- A Secret Vice, a lecture on invented languages, postum 2016, ISBN 978-0-00-813139-5.
- Natur und Wesen von Mittelerde. Späte Schriften über die Länder, Völker, Wesen und die Metaphysik Mittelerdes. Klett-Cotta, Stuttgart 2021, ISBN 978-3-608-96478-3 (herausgegeben von Carl F. Hostetter).

## Spielfilm
- Tolkien von 2019. Die Filmbiografie zeigt den Schriftsteller J. R. R. Tolkien als Schüler und in weiteren prägenden Zeiten in seinem Leben.